# Adenia aculeata
Adenia aculeata là một loài thực vật có hoa trong họ Lạc tiên. Loài này được (Oliv.) Engl. mô tả khoa học đầu tiên năm 1891.